# مجلس الوزراء الكويتي 1963
مجلس الوزراء الكويتي 1963، هو ثاني تشكيل وزاري رسمي بالكويت بمرسوم رقم 9/1963، وأول تشكيل وزاري بعد انتخابات مجلس الأمة الكويتي الأول. وكان بتاريخ 28 يناير 1963 واستمر حتى تاريخ 30 نوفمبر 1964.
ضم التشكيل 14 وزيراً، كان منهم عضواً واحداً من الاعضاء المنتخبون بمجلس الأمة الكويتي 1963، وكان رئيس مجلس الوزراء هو الشيخ صباح السالم الصباح.

## أعضاء مجلس الوزراء
- صباح السالم الصباح: رئيس مجلس الوزراء.
- جابر الأحمد الجابر الصباح: وزيرا للمالية والصناعة
- جابر العلي السالم الصباح: وزيرا للكهرباء والماء
- حمود الزيد الخالد: وزيرا للعدل
- خالد العبد الله السالم الصباح: وزيرا للبريد والبرق والهاتف
- خليفة خالد الغنيم: وزيرا للتجارة
- سالم العلي السالم الصباح: وزيرا للأشغال العامة
- سعد العبد الله السالم الصباح: وزيرا للداخلية
- صباح الأحمد الجابر الصباح: وزيرا للخارجية
- عبد العزيز حسين: وزير دولة لشئون مجلس الوزراء
- عبد الله الجابر الصباح: وزيرا للتربية والتعليم
- عبد الله مشاري الروضان: وزيرا للشئون الاجتماعية والعمل (كان عضواً في مجلس الأمة الكويتي 1963)
- عبد اللطيف ثنيان الغانم: وزيرا للصحة العامة
- مبارك الحمد الصباح: وزيرا للأوقاف
- مبارك العبدالله الأحمد الصباح: وزيرا للإرشاد والانباء
- محمد الأحمد الجابر الصباح: وزيرا للدفاع

### التعديلات والاستقالات في التشكيل الوزاري

#### في5 فبراير1963
- تعين الشيخ جابر الأحمد الجابر الصباح نائباً لرئيس مجلس الوزراء بالإضافة إلى عمله كوزيراً للمالية والصناعة.

#### في29 ديسمبر1963
- استقالة مبارك العبدالله الأحمد الصباح من وزارة الإرشاد والانباء.
- تعين صباح الأحمد الجابر الصباح وزيراً للإرشاد والانباء - بالنيابة (بالإضافة إلى عمله).

#### في13 مارس1964
- استقالة مبارك الحمد الصباح من وزارة الأوقاف.
- تعين حمود الزيد الخالد وزيراً للأوقاف - بالنيابة (بالإضافة إلى عمله).
- استقالة خالد العبدالله السالم الصباح من وزارة البريد والبرق والهاتف.
- تعين يوسف السيد هاشم الرفاعي وزيراً للبريد والبرق والهاتف.
- تدوير جابر العلي السالم الصباح من وزارة الكهرباء والماء إلى وزارة الإرشاد والانباء.
- تعين خالد المسعود وزيراً للكهرباء والماء (كان عضواً في مجلس الأمة).

#### في30 مارس1964
- تعين خالد أحمد الجسار وزيراً للأوقاف.

#### في9 مايو1964
- استقالة حمود الزيد الخالد من وزارة العدل.
- تعين عبد الله الجابر الصباح وزيراً للعدل - بالنيابة (بالإضافة إلى عمله).

#### في9 نوفمبر1964
- استقالة سالم العلي السالم الصباح من وزارة الأشغال العامة.
- تعين عبد اللطيف ثنيان الغانم وزيراً للأشغال العامة - بالنيابة (بالإضافة إلى عمله).